# Assinclitismo
Assinclitismo é um termo médico utilizado na obstetrícia que se refere à posição de um feto no útero durante o parto de tal forma que a cabeça está inclinada em direção ao ombro. Ou seja, diferentemente do sinclitismo, a cabeça do feto não está alinhada com o canal do parto.
A persistência do assinclitismo pode causar problemas como a distocia e tem sido frequentemente associada ao parto cesáreo. No entanto, com um obstetra experiente, um parto vaginal livre de complicações pode ser conseguido usando de instrumentos como, por exemplo, o fórceps.
Quando a intervenção é a opção mais segura no nascimento com assinclitismo, o fórceps de Kielland é o preferido. Graças a seu mecanismo de deslizamento das hastes, ele pode corrigir o assinclitismo.